# 弗莱赛姆
弗莱赛姆（法語：Fleisheim，法語發音：[flaisaim]）是法国摩泽尔省的一个市镇，属于萨尔堡-萨兰堡区。

## 地理
弗莱赛姆（48°47'19"N, 7°9'44"E）面积4.11 平方千米，位于法国大東部大區摩泽尔省，该省份为法国东北部内陆省份，是洛林的一部分，西南接默尔特-摩泽尔省，东临下莱茵省，北与卢森堡和德国接壤。
与弗莱赛姆接壤的市镇（或旧市镇、城区）包括：比克诺尔茨、埃朗日、利克赛姆、沙尔巴克、韦凯尔斯维莱、万泰尔斯布尔。
弗莱赛姆的时区为UTC+01:00、UTC+02:00（夏令时）。

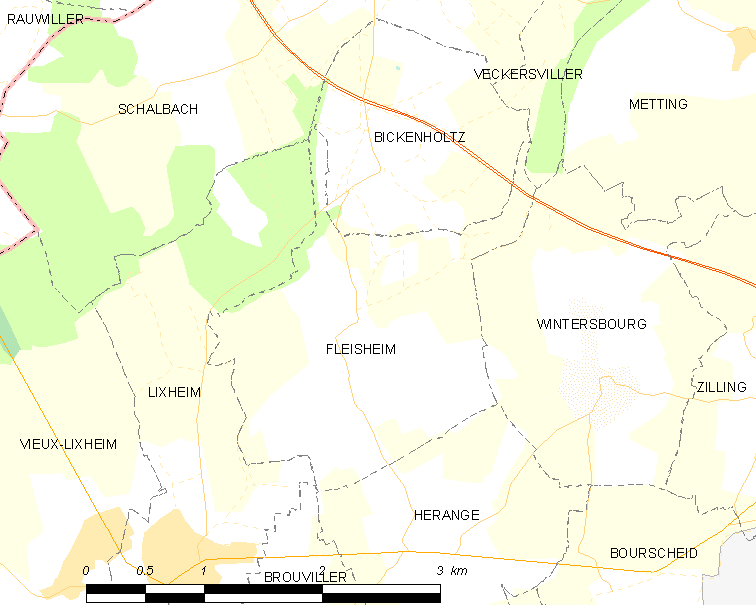
弗莱赛姆的OSM定位图

## 行政
弗莱赛姆的邮政编码为57635，INSEE市镇编码为57216。

## 政治
弗莱赛姆所属的省级选区为萨尔堡县。

## 人口

1962-2008年间弗莱赛姆人口变化图示

弗莱赛姆于2022年1月1日时的人口数量为138人。